# Медаль Прістлі
Меда́ль Прі́стлі (англ. Priestley Medal) — найвища наукова нагорода Американського хімічного товариства (ACS), яку присуджують за видатні успіхи у розвитку хімії. Заснована 1922 року на честь визначного англійського природознавця і філософа Джозефа Прістлі (1733—1804).
Спочатку медаль присуджували щотрироки, а з 1944 року — щорічно.